# Salvador Seguí
Salvador Seguí Rubinat (Lérida, 23 de septiembre de 1887-Barcelona, 10 de marzo de 1923), apodado el El noi del sucre, fue una de las personas más destacadas del anarcosindicalismo de España de principios del siglo XX. Buscó dar un nuevo impulso a la lucha proletaria sin olvidar las esencias de su ideario anarquista.

## Biografía
Se formó como pintor, profesión que siempre ejerció y con la que se ganó el sustento. Ya desde muy joven mostró inquietud por la política y por las ideas libertarias; seguidor de la Escuela Moderna de Francisco Ferrer Guardia y de varios autores como Sorel, Kropotkin, Reclus o Cornelissen, en su formación autodidacta también se relacionó con personajes culturales y políticos de la época, y con miembros y participantes del Ateneo Enciclopédico Popular, como Francesc Layret.
Propulsó la formación y educación de las clases obreras desde los sindicatos como armas revolucionarias: la preparación intelectual, cultural y técnica de los trabajadores. Fue presidente del Ateneo Sindicalista de la calle de Ponent de Barcelona, donde fundó y organizó su biblioteca en 1915, lugar en el cual se asumieron funciones de centro superior de estudios sindicalistas y anarquistas. 
Impulsor de la creación de Solidaridad Obrera, formando parte del consejo directivo (como vocal) durante un tiempo. En 1916 inicia las negociaciones para una pacto de unidad de acción entre la CNT y la UGT como frente único del movimiento obrero español que comportó inicialmente una huelga general de 24 horas como protesta por el aumento de precio de subsistencias y que continuó con una huelga general indefinida, en 1917, en petición al Gobierno español de un sistema que garantizara a la población el desarrollo de actividades emancipadoras y mínimas condiciones de calidad de vida.
Elegido secretario general de la CNT de Cataluña en el Congreso Regional celebrado en Sants, en 1918, propuso que fuera permitida la intervención de los maestros racionalistas en aspectos de sindicatos "siempre que se organizaran corporativamente"; respaldado por la totalidad de delegados a su favor fue adoptado como resolución.

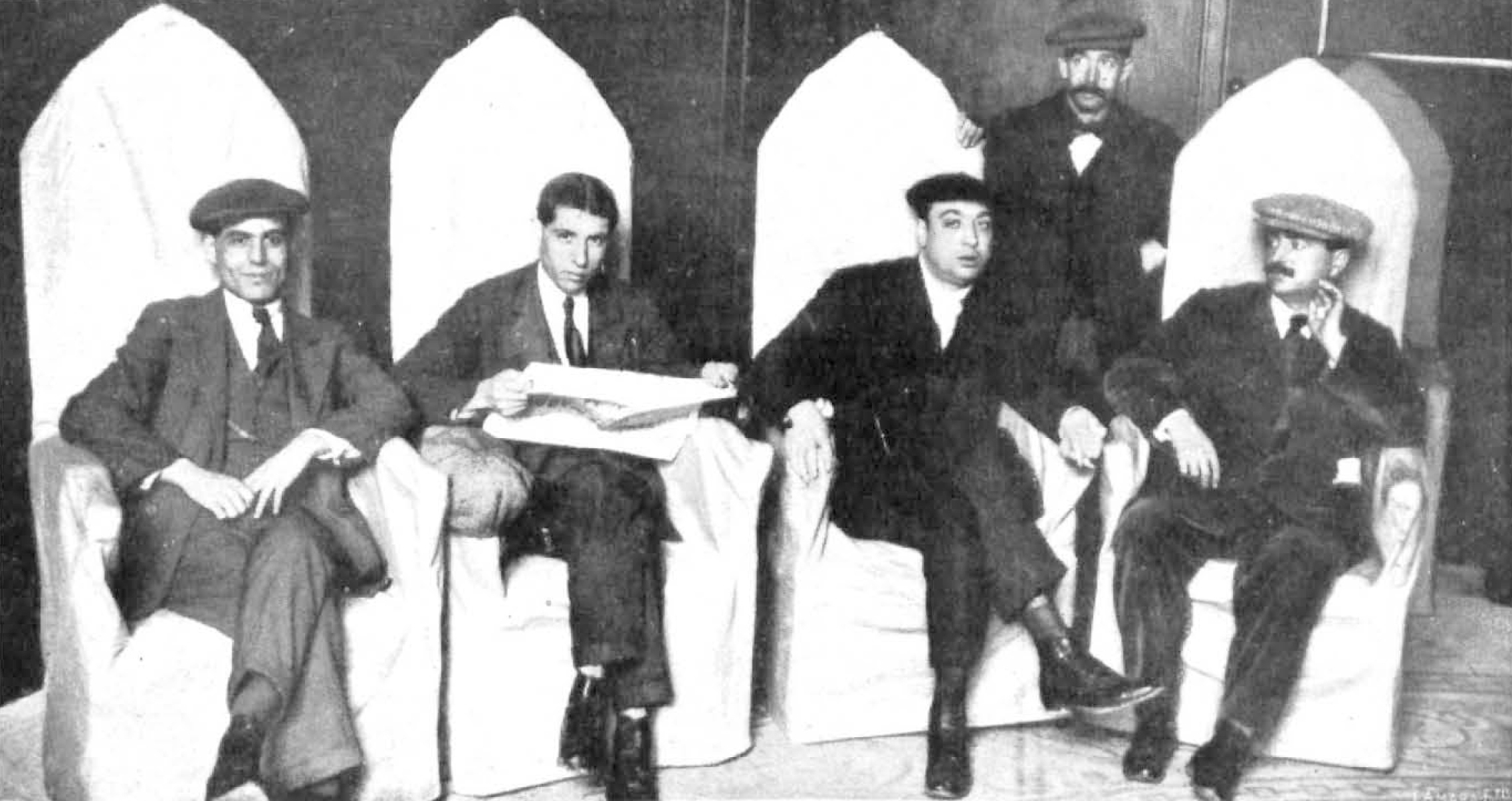
Moyano, Meca, Duch, Seguí y Piera, miembros del Comité Obrero de la Comisión Mixta que negoció en Barcelona con los patronos (Nuevo Mundo, noviembre de 1919)

En congresos posteriores, junto a Ángel Pestaña y Juan Peiró se opuso a acciones más exaltadas llevadas a cabo por otros miembros de la CNT. Cabe mencionar el celebrado en el Teatro de la Comedia (Madrid) o el Pleno de regionales de Zaragoza en los que presentaron la proposición de retirada de la CNT de la Tercera Internacional.
Fue detenido en diversas ocasiones a causa de su actividad anarcosindicalista. Durante la huelga de La Canadiense se encontraba preso pero fue liberado el mismo día en que se desconvocó y pudo poner en evidencia sus grandes dotes de orador en la asamblea organizada por el comité de huelga, en la plaza de toros de las Arenas de Barcelona para informar sobre los acuerdos llegados con el gobierno. En noviembre de 1920 y junto con Lluís Companys, el sindicalista Martí Barrera y hasta treinta y seis personas más, fue deportado al castillo de la Mola, en Mahón.

### Asesinato

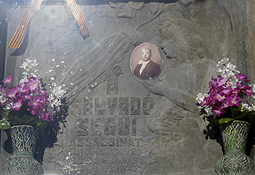
Lápida de Salvador Seguí en el cementerio de Montjuic

El 10 de marzo de 1923, en plena maduración por promover entre los trabajadores la idea de la emancipación como motor de una sociedad existente, fue asesinado de un tiro en la esquina de la calle Cadena con Sant Rafael, en el barrio del Raval de Barcelona, por pistoleros blancos del Sindicato Libre, como represalia, según Ricardo de la Cierva, por el asesinato del dirigente del Sindicato Libre José Martí Arbonés, empleado de banca, ocurrido pocos días antes. Se acusa al Sindicato Libre de haber estado al servicio de la patronal catalana, protegida por el gobernador civil de Barcelona Martínez Anido, y agrupada en torno a la Lliga Regionalista. No obstante, el diario liberal El Sol afirmaría después, en relación con el asesinato de Seguí, que las agresiones de los Libres no contaban ya con el asentimiento tácito de algunas autoridades, como se había supuesto anteriormente, si bien los culpables no fueron detenidos. En el mismo episodio dejaron malherido al también anarcosindicalista Francisco Comes, conocido como "Perones", que moriría pocos días después.

## Homenajes
Ha recibido varios homenajes posteriores a su muerte, como la Fundación Salvador Seguí. Además, una plaza del Raval de Barcelona (cerca de donde fue asesinado) recibe su nombre.
Está enterrado en el cementerio de Montjuïc de Barcelona.
El grupo andaluz El Noi del Sucre se llama así en su honor.